# Paul Mounet

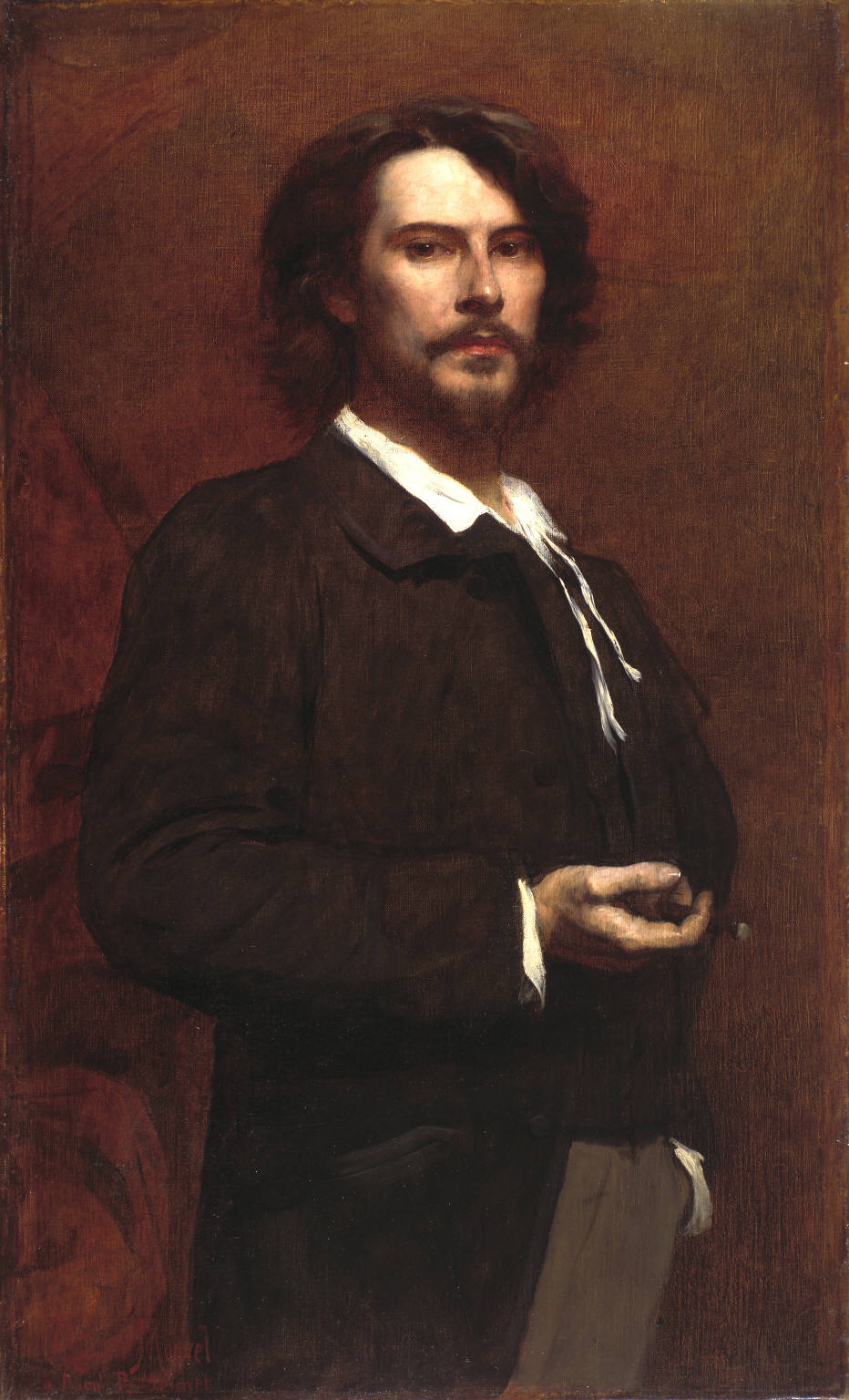
Paul Mounet par Louis-Maurice Boutet de Monvel en 1875

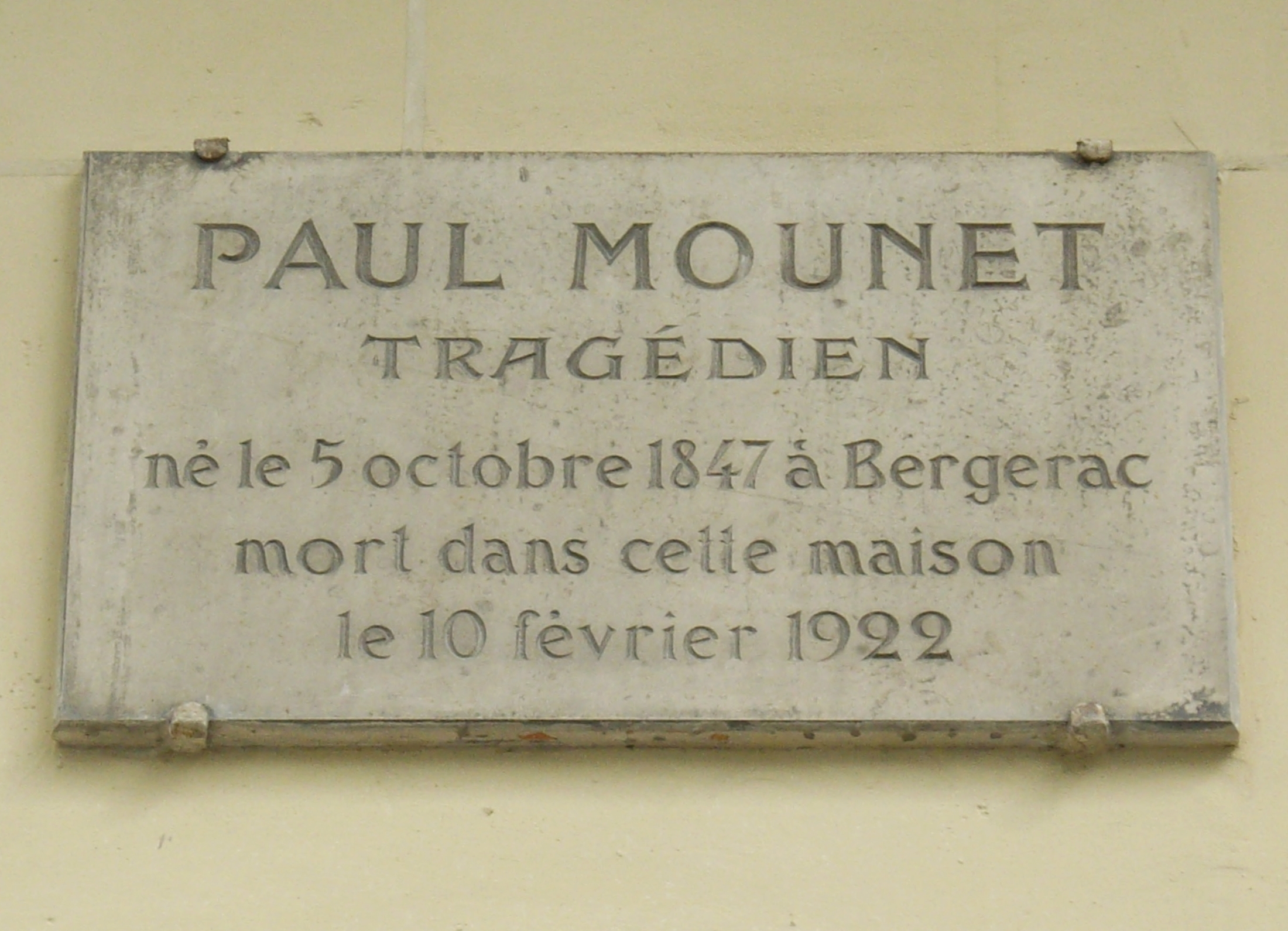
Plaque nº 63 boulevard Saint-Michel.

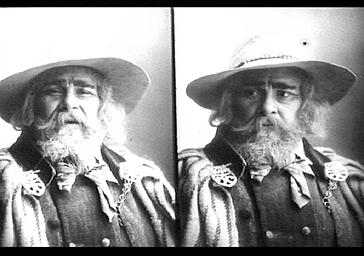
Paul Mounet dans L'Arlésienne en 1885 (cliché Nadar)

Paul Mounet, né le 5 octobre 1847 à Bergerac et mort le 10 février 1922 à Paris 5e, est un comédien français.

## Biographie
Issu d'une famille bourgeoise protestante du Béarnais, frère cadet du tragédien Mounet-Sully, Paul Mounet a d'abord fait des études de médecine avant de débuter, le 18 octobre 1880, au théâtre de l'Odéon, dans le rôle du jeune Horace de la tragédie de Corneille. En 1889, il entre à la Comédie-Française, dont il devient le 324e sociétaire deux ans plus tard. Il y reste jusqu'en 1922, interprétant notamment Balthazar dans L'Arlésienne d'Alphonse Daudet ou le rôle-titre de Severo Torelli de François Coppée.
Professeur au cours d'art dramatique Masset, il a eu comme élèves Pierre Fresnay, Valentine Tessier, Mary Marquet, Léonce Perret, Hélène Dieudonné et Françoise Rosay.
Il a également tourné quelques films muets à partir de 1908, dont Macbeth d'André Calmettes.
En 1880, il a épousé Andréa Barbot, une artiste lyrique qui connut après son mariage une très brève carrière de tragédienne à la Comédie-Française (admise comme pensionnaire de 1884 à 1885), aux côtés de son beau-frère Mounet-Sully, puis au Théâtre de l'Odéon aux côtés de son mari (de 1885 à 1886), avant de reprendre sa carrière de cantatrice à l'Opéra de Paris.
En 1890, il servit de modèle pour la sculpture du monument aux morts de la guerre franco-prussienne de 1870 de Bergerac (dit des « Mobiles de la Dordogne »), réalisé par Louis Auguste Roubaud. Vingt ans plus tôt, il avait en effet participé comme de nombreux Bergeracois à la victoire de Coulmier.
À l’issue d’obsèques à l’Oratoire du Louvre, il a été inhumé au cimetière du Montparnasse.

## Théâtre

### Hors Comédie-Française
- 1882 : Amhra de Grangeneuve, théâtre de l'Odéon
- 1883 : Formosa d'Auguste Vacquerie, théâtre de l'Odéon
- 1883 : Severo Torelli de François Coppée, théâtre de l'Odéon : Gian Battista Torelli
- 1884 : Macbeth de William Shakespeare, théâtre de l'Odéon : Macbeth
- 1885 : L'Arlésienne d'Alphonse Daudet, musique Georges Bizet, théâtre de l'Odéon : Balthazar
- 1885 : Les Jacobites de François Coppée, théâtre de l'Odéon
- 1886 : Le Songe d'une nuit d'été de William Shakespeare, théâtre de l'Odéon : Oberon
- 1886 : Les Fils de Jahel de Simone Arnaud, théâtre de l'Odéon : Antiochus
- 1887 : Numa Roumestan d'Alphonse Daudet, théâtre de l'Odéon
- 1887 : Beaucoup de bruit pour rien de William Shakespeare, théâtre de l'Odéon : Léonato
- 1888 : L'Aveu de Sarah Bernhardt, théâtre de l'Odéon : le général
- 1888 : La Marchande de sourires de Judith Gautier, théâtre de l'Odéon : Prince de Macda
- 1888 : Crime et Châtiment d'après Fédor Dostoïevski, théâtre de l'Odéon : Rodion
- 1888 : Caligula d'Alexandre Dumas, théâtre de l'Odéon
- 1899 : Athalie de Jean Racine, théâtre des Célestins (Lyon) : Joad
- 1908 : Premier Glaive[9], création au théâtre des Arènes à Béziers (drame lyrique en 3 actes, poème de Lucien Nepoty, musique d'Henri Rabaud).

### Comédie-Française
Entrée à la Comédie-Française en 1889
Nommé 324e sociétaire en 1891 puis sociétaire honoraire en 1922
- 1890 : Iphigénie de Jean Racine : Agamemnon
- 1892 : Par le glaive de Jean Richepin : Conrad le Loup
- 1892 : Athalie de Jean Racine : Abner
- 1892 : Britannicus de Jean Racine : Burrhus
- 1893 : Bérénice de Jean Racine, mise en scène Mounet-Sully : Titus (62 fois de 1893 à 1916)
- 1893 : La Furie de Jules Bois : Hercule
- 1893 : Antigone de Sophocle adaptation de Paul Meurice et d'Auguste Vacquerie : Tirésias
- 1893 : Dom Juan ou le Festin de pierre de Molière : Dom Louis
- 1893 : Andromaque de Jean Racine : Pyrrhus
- 1894 : Severo Torelli de François Coppée : Barnabo Spinola
- 1899 : Le Roi de Gaston Schéfer : le roi
- 1899 : Othello de William Shakespeare, adaptation de Jean Aicard : Iago
- 1899 : La Douceur de croire de Jacques Normand : Maître André
- 1899 : La Conscience de l'enfant de Gaston Devore : Richard
- 1900 : Alkestis (Alceste) de Georges Rivollet d'après Euripide : Héraclès
- 1900 : Andromaque de Jean Racine : Pylade
- 1901 : Œdipe roi de Sophocle : Tiresias
- 1901 : Les Âmes en peine d'Ambroise Janvier de La Motte et Marcel Ballot : Dessilières
- 1901 : Les Burgraves de Victor Hugo : Magnus
- 1901 : L'Énigme de Paul Hervieu : Gérard de Gourgiran
- 1901 : Le Duel de Henri Lavedan : Mgr de Bolène
- 1902 : Ruy Blas de Victor Hugo : Don Salluste
- 1902 : Phèdre de Jean Racine : Thésée
- 1903 : Les Phéniciennes de Georges Rivollet d'après Euripide, théâtre antique d'Orange : Créon
- 1903 : Le Dédale de Paul Hervieu : Guillaume Le Breuil
- 1904 : Hamlet de William Shakespeare, adaptation d'Alexandre Dumas et de Paul Meurice : le Spectre
- 1905 : Le Duel de Henri Lavedan : Mgr de Bolène
- 1905 : Le Réveil de Paul Hervieu : Siméon Keff
- 1906 : Les Larmes de Corneille de Louis Le Lasseur de Ranzay : Corneille
- 1906 : La Mort de Pompée de Pierre Corneille : Jules César
- 1907 : Marion de Lorme de Victor Hugo : le marquis de Nangis
- 1908 : Andromaque de Jean Racine : Phoenix
- 1909 : La Furie de Jules Bois : Herakles
- 1909 : La Brebis perdue de Gabriel Trarieux : le curé Bonnet
- 1910 : Un cas de conscience de Paul Bourget et Serge Basset : Comte de Roqueville
- 1910 : Le Misanthrope de Molière : Philinte
- 1912 : Le Ménage de Molière de Maurice Donnay : Corneille
- 1912 : Antony d'Alexandre Dumas : le colonel d'Hervey
- 1913 : Yvonic de Paul Ferrier et Jeanne Ferrier : Kerhostin
- 1914 : Amphitryon de Molière : Amphitryon
- 1914 : Macbeth de William Shakespeare : Macbeth
- 1915 : Le Mariage forcé de Molière : Alcantor
- 1917 : Dom Juan ou le Festin de pierre de Molière : le pauvre
- 1917 : L'Élévation de Henri Bernstein : Courtin
- 1920 : La Fille de Roland de Henri de Bornier : Charlemagne
- 1920 : Le Premier Couple d'André Dumas : Thazoc
- 1920 : Juliette et Roméo d'André Rivoire d'après William Shakespeare : Frère Laurent
- 1922 : Dom Juan ou le Festin de pierre de Molière : le pauvre
- Horace de Pierre Corneille

## Filmographie
- 1908 : Le Retour d'Ulysse[10] : Ulysse
- 1909 : Rigoletto
- 1909 : Macbeth : Macbeth
- 1910 : L'Héritière : Louis XI
- 1912 : Les Jacobites
- 1912 : Œdipe-roi (La Légende d'Œdipe) de Gaston Roudès (Société des films Eclipse)[11] : Tirésias
- 1917 : Par la vérité

## Discographie
- 1913 : Le Cid de Corneille (Disque Pathé), rôle de Don Diègue[12]